# Manfred Wenske
Manfred Wenske (* 29. Februar 1924; † 24. Februar 2012) war ein deutscher Fußballspieler.

## Leben
Manfred Wenske spielte als Stürmer u. a. für die SG Charlottenburg, der späteren Tennis Borussia Berlin. Hier spielte er gemeinsam u. a. mit Bubi Steinbeck und Hanne Berndt. Vom 1. Juli 1950 bis 30. Juni 1952 war er für Hertha BSC aktiv und ging dann zurück zu TeBe Berlin, wo er bis Ende Juni 1956 blieb. Er absolvierte mehrere Spiele in der Berliner Stadtauswahl und war nach seinem Karriereende in der Hans-Rosenthal-Elf aktiv.
Ende 1952 reiste TeBe für die erste Auslandsreise nach Spanien. Dabei spielt die Mannschaft am 25. Dezember 1952 gegen Atlético Madrid. In der 25. Minute kann Wenske durch einen Kopfball die Führung zum 1:0 erzielen. Das Spiel endet 2:4.
In der ersten Runde des DFB-Pokals 1954/55 erzielte er bei der 2:4-Niederlage gegen den 1. FC Schweinfurt in der 48. Minuten die Führung zum 1:0.